# Don't Come Easy (Isaiah Firebrace)
Don't Come Easy è un singolo del cantante australiano Isaiah Firebrace pubblicato il 7 marzo 2017 da Sony Music Australia.

## Il disco
Don't Come Easy è stato scritto e composto da Anthony Egizii, David Musumeci e Michael Angelo.
Il brano è stato selezionato internamente dall'ente televisivo SBS come rappresentante australiano all'Eurovision Song Contest 2017 a Kiev, in Ucraina. Isaiah canterà nella prima semifinale del 9 maggio 2017, competendo con altri 17 artisti per uno dei dieci posti nella finale del 13 maggio.

## Tracce
Download digitale
1. Don't Come Easy – 3:07